# Flamengo (Río de Janeiro)
Flamengo es un barrio de clase alta y media-alta de la Zona Sur de la ciudad de Río de Janeiro, Brasil. Tiene, como principal referencia, la playa de Flamengo. Limita con los barrios de Botafogo, Laranjeiras, Catete y Glória. Tiene un carácter eminentemente residencial. En julio del 2023, los datos de Secovi Rio, ubicaban al barrio en el puesto 14 de los barrios más caros de la ciudad. La avenida Oswaldo Cruz, una de sus principales arterias, fue la novena calle con mayor valor de metro cuadrado en Río.
Las estaciones de metro Catete, Largo do Machado y Flamengo dan acceso al barrio. Sus principales vías son la Senador Vergueiro, Paissandu, Marqués de Abrantes, Playa de Flamengo y la Avenida Infante Dom Henrique. La playa de Flamengo, la plaza São Salvador, el Centro Cultural Oi Futuro, el Centro Cultural Arte Sesc, la Casa de Arte y Cultura Julieta de Serpa, el Castelinho do Flamengo y el Parque Brigadeiro Eduardo Gomes son algunos puntos de interés que se ubican en el barrio y sus alrededores.
Los consulados de Bolivia, Chile, Japón, Paraguay, Perú y Reino Unido están ubicados en este barrio.
Entre las personas famosas que viven en el barrio se encuentran las actrices Bibi Ferreira, Mariana Xavier y Eva Todor, el cantante Emílio Santiago, el estilista Thomaz Azulay, las socialites Lourdes Catão y Carmen Mayrink Veiga, el lexicógrafo Aurélio Buarque de Holanda, el poeta João Cabral de Melo Neto y las hermanas y actrices Isabela y Rosana Garcia, entre otros.

## Toponimia
El origen del nombre Flamengo tiene tres versiones:
- una se refiere a prisioneros neerlandeses, conocidos en Brasil como flamengos, enviados a Río de Janeiro después de la derrota en Pernambuco (1654);
- una gira en torno a los flamencos (flamingos o flamengos) que frecuentaban las playas de la región;
- una se refiere al navegador neerlandés Olivier van Noort, que desembarcó en la playa en el siglo XVI (los neerlandeses eran llamados flamengos).

## Ubicación
Flamengo limita con los barrios Botafogo, Laranjeiras, Catete y Glória. Integra la Región Administrativa IV (Botafogo) junto a los barrios Glória, Laranjeiras, Catete, Cosme Velho, Botafogo, Humaitá y Urca. Está incluido en el Área de Planeamiento 2.
Límites aproximados:
- norte: rua Silveira Martins (Palácio do Catete)
- oeste: rua do Catete
- sur: Praia de Botafogo
- este: praia do Flamengo

## Área territorial
El barrio ocupa un área de 164,63 hectáreas, y tiene un total de áreas urbanizadas y/o alteradas del 86,50%. La playa de Flamengo tiene una extensión de 1,7 kilómetros y el índice de calidad de sus aguas era en 2004 del 33%, lo que las hace inapropiadas para el baño.

## Demografía
Tiene una población de 53.268 personas (22.463 hombres, 30.805 mujeres), con una razón de sexo de 72,91 hombres por cada cien mujeres, lo que lo convierte en el barrio con la segunda menor proporción de hombres de Río de Janeiro, únicamente por sobre Copacabana. Posee una densidad de 324 habitantes por hectárea, una esperanza de vida al nacer de 77,91 años y una tasa de alfabetización de adultos del 99,28%. Su Índice de Desarrollo Humano (IDH) es de 0,959, superior al de Suecia y los Países Bajos.
En Flamengo hay 21.817 domicilios, la mayoría con dos moradores (6.888). Tiene 2 escuelas municipales con un total de 366 alumnos.

## Historia
Se cree que en 1502, sesenta y cinco años antes de la fundación de la ciudad, por primera vez un europeo pisó tierras cariocas. Una flota portuguesa comandada por Gaspar de Lemos y Américo Vespucio pasó por la entrada de la bahía de Guanabara y dio el nombre de Río de Janeiro a lo que parecía ser el estuario de un gran río. Si tocaron tierra para reabastecerse de agua potable esto ocurrió en Flamengo, pero no hay registros concretos de que efectivamente haya ocurrido.
En 1504, una expedición comandada por Gonçalo Coelho se estableció en la región que los indígenas llamaban Uruçumirim, que corresponde a los actuales barrios de Flamengo, Gloria y Catete, habitada en la época por los indios tamoios. En la desembocadura del río Carioca se estableció una fábrica, marco inicial de la ocupación de la ciudad, que fue conocida como Aguada dos Marinheiros, por ser el lugar donde los tripulantes de los navíos que pasaban se reabastecían de agua potable.
Se le atribuye a Gonçalo Coelho la construcción en 1531 de la famosa Casa de Pedra, la primera construcción en ese material en Río de Janeiro, localizada próxima a la desembocadura del río Carioca. Fascinados con la exótica construcción, los indios la denominaron kari-oca, que em tupi significa "casa de blanco". Otra versión señala que la Casa de Pedra habría sido erigida por Martim Afonso de Souza. Lo cierto es que la casa dio origen al primer núcleo de la futura ciudad.
En 1567 los franceses fueron derrotados en la batalla de Uruçumirim, en la playa frente a la colina de Glória, y la ciudad fue transferida al hoy desaparecido Morro do Castelo. En el siglo XVII, el barrio era apenas un camino hacia Cidade Velha, en el barrio de Urca. Cuando la ciudad fue elegida capital del vice-reinado, en 1763, comienza la transformación de la región, que entonces tenía grandes áreas cultivadas con caña de azúcar. Las tierras se fragmentaron, dando origen a numerosas chacras y mansiones para uso residencial.

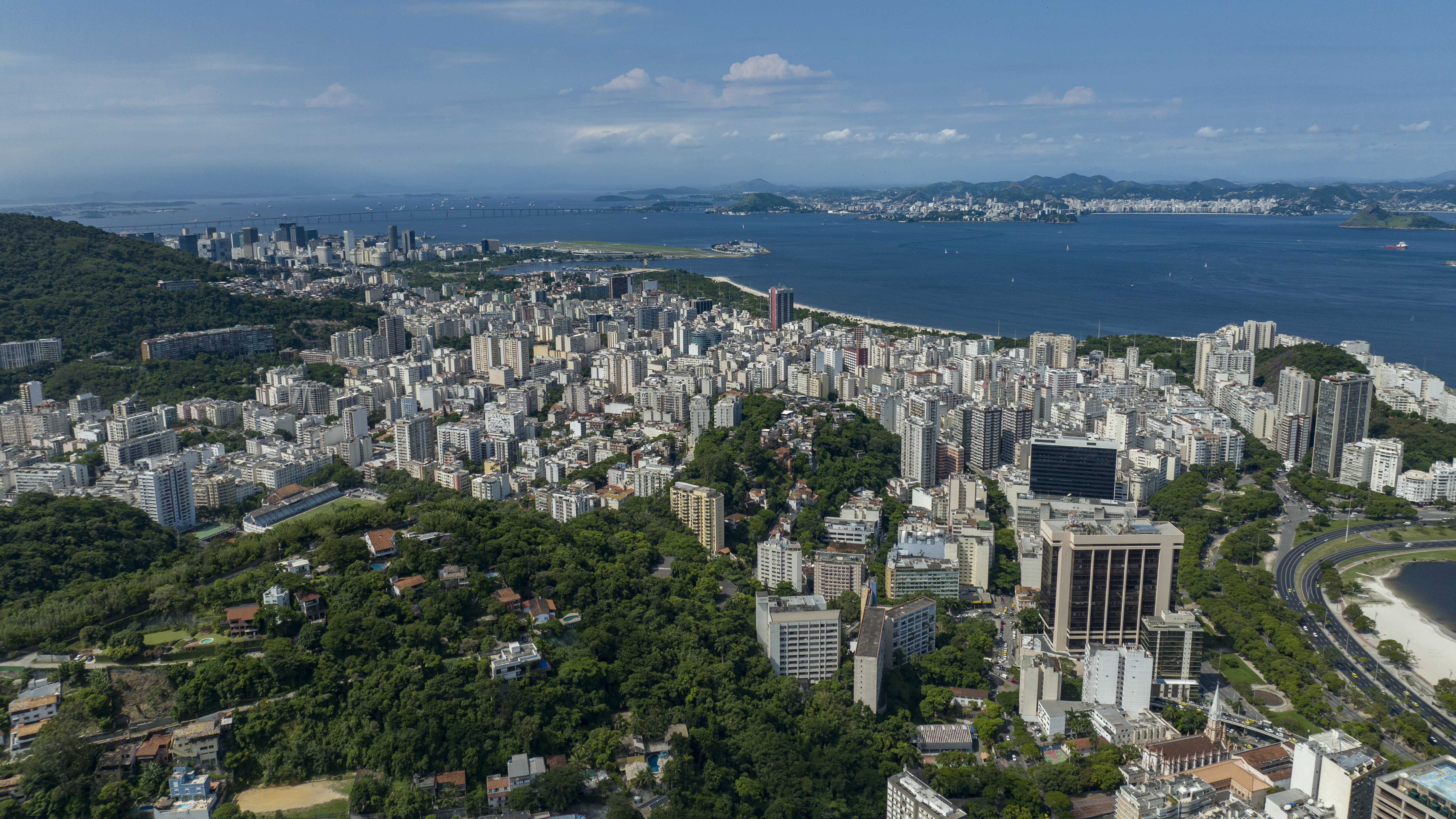
Morro da Viúva y edificios sobre avenida Rui Barbosa.

En el siglo XIX, el barrio ya estaba integrado a la malla urbana y exhibía residencias de aristócratas ricos y grandes hacendados dedicados al café. Sobre el final del siglo, con la decadencia de la industria cafetera, las grandes mansiones pasaron a tener diversos destinos, como escuelas y asilos.
Los primeros trenes eléctricos de la zona se inauguraron en la ciudad en 1892, en una línea que comunicaba el centro y la playa de Flamengo. También fue significativa para las comunicaciones la apertura de la avenida Beira-Mar, en 1905, época en que se construyeron edificios residenciales como el Palacete Seabra, el Castelinho do Flamengo, la Escola Alberto Barth y el actual Instituto dos Arquitetos do Brasil. En la década del '20 se hizo la Avenida do Contorno (actual Rui Barbosa) y en los años '50 fue extendida la avenida Beira-Mar para mejorar la circulación entre el centro y la Zona Sur.
En 1961, el gobierno de Carlos Lacerda inicia la construcción del Aterro do Flamengo, terreno ganado al mar. Inaugurado en 1965, el parque es una de las áreas de esparcimiento más visitadas de Río de Janeiro, con un total de 122 hectáreas proyectadas por los arquitectos Affonso Eduardo Reidy y Jorge Moreira, y jardines de Roberto Burle Marx.
En 1979, la llegada del metrô (subterráneo) revitalizó la región. Las estaciones Flamengo, Largo do Machado y Catete llegan hasta las inmediaciones del barrio.

## Lugares destacados

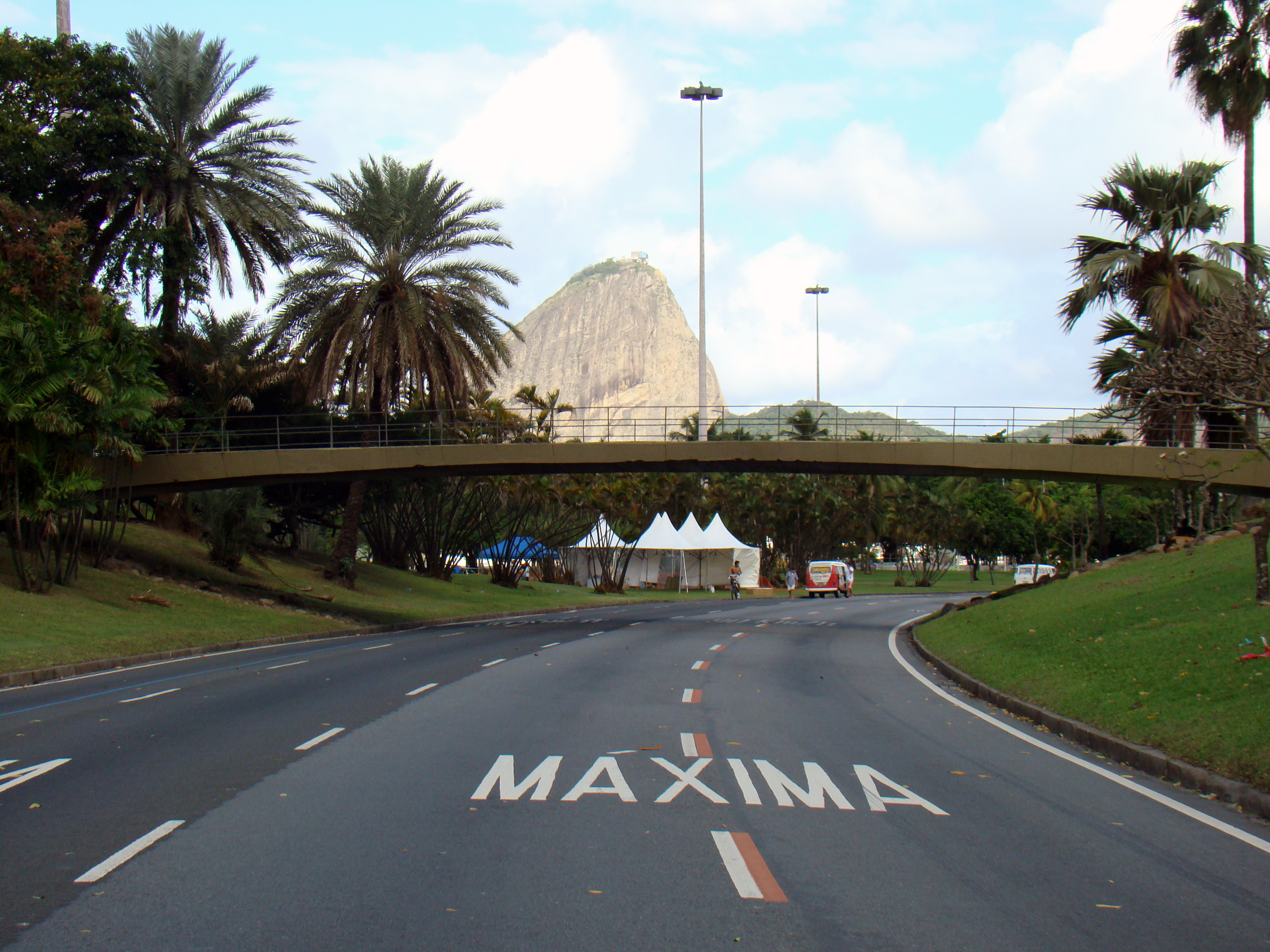
Una de las calles del parque Brigadeiro Eduardo Gomes.

En la etapa de diagnóstico del Plan Estratégico de Río se realizó una encuesta de percepción de la población que, entre otros datos, permite identificar las áreas y edificaciones emblemáticas del barrio según la opinión de sus habitantes:
- Parque Brigadier Eduardo Gomes (Aterro do Flamengo), que va desde el aeropuerto Santos Dumont hasta el Monumento aos Pracinhas y Parque Carlos Lacerda[28]
- Edifício Flamengo (Praia do Flamengo 88)
- Castelinho do Flamengo (nombre popular con el que se conocer al Centro Cultural Municipal Oduvaldo Vianna Filho)
- edificación principal del Palacete Seabra (Casa de Cultura Julieta de Serpa)
- capilla del Templo Metodista
- Edificio de departamentos de avenida Oswaldo Cruz 4
- Instituto dos Arquitetos do Brasil
- Escuela Municipal Alberto Barth
- Universidad Federal de Río de Janeiro

Otros lugares destacados de Flamengo son el edificio Biarritz, el embalse de agua del Morro da Viúva, el Centro Cultural Oi Futuro, el palacete Fred Figner, el edificio Par de leões (Hotel Novo Mundo), la biblioteca del Instituto Fernandes Figueiras, el museo del teléfono y el museo Carmen Miranda.

## Curiosidades
- Si bien el Palácio do Catete está incluido en el Plan Estratégico de la ciudad[27] como parte del barrio Catete, las delimitaciones barriales establecidas por decreto municipal en 1985[29] lo incluyen en Flamengo. Los límites de Flamengo hacia el norte son la calle Catete (excluida), rua Silveira Martins (incluida) y Praia do Flamengo; esto significa que el Palácio do Catete, si bien está orientado con su fachada hacia Rua do Catete y el barrio homónimo, se encuentra dentro de los límites de Flamengo.
- Las principales avenidas del Aterro do Flamengo son cerradas al tránsito los domingos para promover las actividades deportivas y las caminatas. Lo mismo ocurre en las avenidas de la costanera de Ipanema y Copacabana, que los domingos cuenta con una única mano para los vehículos en sentido norte-sur.
- La estación de metro Flamengo, de la línea 1 del metro de Río de Janeiro, fue inaugurada el 18 de septiembre de 1981 bajo el nombre Morro Azul. Debido a que los vecinos del barrio no aceptaban esa denominación, se realizó una votación pública y, en diciembre del mismo año, la estación pasó a llamarse Flamengo.[30]
- Antes de la construcción del Copacabana Palace, el Hotel Central era considerado el hotel más lujoso de Brasil, ubicado en la esquina de Praia do Flamengo y Barão do Flamengo. Fue inaugurado en 1915 y demolido en 1951 para dar lugar al edificio Conde de Nassau.[30]
- Se dice que la primera casa de piedra (llamada por los indígenas kari-oca, -casa del blanco- de donde deriva el gentilicio carioca) de Sudamérica fue erigida en 1531 en Flamengo por la expedición de Martim Afonso de Souza, aunque otras fuentes se la atribuyen a Gonçalo Coelho. Esto fue mucho antes del arribo a la ciudad de los primeros expedicionarios franceses (en 1555) y del fundador de Río de Janeiro, Estácio de Sá (1565).[30] En una serie de mediciones que ordenó Estácio de Sá para la formación del patrimonio inicial de la ciudad, entre 1667 e 1753, logró establecerse que la Casa de Piedra (también conocida como Itaoca) estaba ubicada en "un lugar próximo a la calle Umbelina".[31]
- El 12 de diciembre de 1938 se inauguró un pilar con una placa de bronce en el lugar aproximado donde en 1531 fue construida la Casa de Piedra. La obra conmemorativa fue donada por el escritor Gastão Penalva. La placa señalaba: "En este lugar existió la primera casa de piedra construida en Río de Janeiro, con piedra del Morro da Viuva del que también está hecho este pilar". En 1962 la embajada de Francia fue demolida por la empresa Demateco. El operario a cargo de uno de los tractores tenía órdenes de interrumpir su trabajo de remoción de escombros y dar aviso al encargado si encontraba cualquier objeto "extraño", como bien podría haber sido el pilar y la placa. Pero luego de esa demolición no quedaron vestigios del recordatorio de la Casa de Piedra.[30]
- Hay tres calles que fueron anotadas con errores ortográficos por la Secretaría Municipal de Hacienda en el Diario Oficial, por lo que sus nombres populares difieren de su nomenclatura oficial: rua Fernando Osório (oficialmente Ozório), rua Visconde de Cruzeiro (Visconde do Cruzeiro) y rua Tucumã o Tucuman (en los registros, Tucumam).[30]